# Тіркна
Тіркна (груз. თირკნა) — село в Грузії.
За даними перепису населення 2014 року в селі проживає 112 осіб.